# Halleluja (Duncan)
Halleluja är en psalm med musik komponerad av Norah Duncan IV år 1987. Texten är en traditionell liturgisk text.

## Publicerad som
- Verbums psalmbokstillägg 2003 som nummer 707 under rubriken "Lovsång och tillbedjan".
- Psalmer och Sånger 1987 som nummer 856 under rubriken "Psaltarpsalmer och andra sånger ur Bibeln".[1]
- Ung psalm 2006 som nummer 273 under rubriken "Du är alltid mycket mer – lovsång ända in i himlen".[2]